# Pasta biscotto
La pasta biscotto (anche chiamata pasta biscuit) è una base morbida, letteralmente 'biscotto', è una pasta morbida e spugnosa, simile al Pan di Spagna, ma molto più flessibile, destinata ad essere farcita e arrotolata.
In italiano viene chiamata Pasta biscotto in francese Biscuit e viene usata in pasticceria per preparare rotoli farciti e basi per torte..
Un dolce tipicamente preparato con la pasta biscotto è il tronchetto di Natale: ricoperto di cioccolato simula, nella forma, un pezzo di legno tagliato. Gli altri usi più frequenti prevedono il semplice taglio a rondelle del dolce stesso, che viene poi servito in piatto. La pasta viene anche usata per foderare stampi cilindrici, che vengono riempiti di crema o di gelato e successivamente posti a congelare.
Anche lo zuccotto può essere preparato con questo tipo di pasta.